# Зірка КЕЦ
«Зірка Кец» — фантастичний роман радянського письменника Олександра Бєляєва, написаний та надрукований у 1936 році. Роман було вперше надруковано в журналі «Вокруг света». Це один з перших творів радянської фантастики про освоєння космосу. Його присвячено Костянтину Едуардовичу Ціолковському, чиї ініціали стали назвою орбітальної космічної станції.

## Назва
Кец розшифровується як «Костянтин Едуардович Ціолковський»: письменник присвятив цю книгу вченому. В ній описуються подорожі в космос. Суспільство, яке створило Зірку Кец і ракети, керувалося дослідженнями Ціолковського. У романі також є подорож на Місяць, зворотний бік якого руйнується і випаровується, і, як виявляється, на Місяці є життя у формі зелених рослин.

## Історія
В 1935—1938 роках Бєляєв з родиною жив у Ленінграді, на Петроградській стороні. Хвороба його прогресувала, він довгий час перебував у гіпсі і практично не вставав з ліжка. У 1936 році він їздив за путівкою на лікування в Євпаторію. Проте, перебуваючи в такому стані, він писав про космос. Разом з романом «Стрибок у ніщо» «Зірка Кец» стала одним з перших творів радянської наукової фантастики про освоєння космосу (обидва присвячені Ціолковському). Роман «Зірка Кец» популяризує ідеї К. Е. Ціолковського, чиїм шанувальником був Бєляєв. Вперше був опублікований в журналі «Вокруг света» (1936, № 2-11). Цікаво, що назву роману часто пишуть «Зірка КЕЦ», зважаючи на те, що це ініціали Ціолковського, що, однак, є помилкою, оскільки Бєляєв не тільки писав «Кец», а й відмінював назву: "Ти, здається, успішно дозрів на Кеці… "(так говорили герої, які цілком могли відмінювати для зручності назву своєї станції).

## Сюжет
У молодого біолога Леоніда Артем'єва, від імені якого ведеться розповідь, була приваблива сусідка Антоніна Іванівна, яку він про себе ласкаво називав Тонею. Тоня також була вченою, і він цікавився нею. Одного разу Леоніду трапився привід зайти в гості до Тоні і познайомитися краще — у Леоніда зламався радіоприймач. Через кілька днів після того, як Антоніна його відремонтувала, Леонід зіпсував його навмисне і зайшов удруге. Оглянувши несправність, Антоніна відмовилася ремонтувати. Невдовзі Леонід сам їй сказав, що радіоприймач працює. З цього часу почалося їхнє спілкування і спільні прогулянки Ленінградом.
Коли Леонід гуляв сам, йому зустрівся якийсь чорнобородий чоловік. Зустрічний запитав, чи знайомий Леонід з Тонею і попросив передати їй про Палія, а також слова «Памір» і «Кец». Почувши це, Тоня відразу ж вирішує кудись їхати і пропонує Леоніду їхати з нею. Після роздумів Леонід погоджується, і вони летять в ракеті на Памір. Там Леонід і Антоніна дізнаються прізвище чорнобородого чоловіка — Євгеньєв — і те, що він відправився на «зірку Кец». Антоніна пояснює Леоніду, що вона і Палій вели наукову роботу в галузі електротехніки, Палій вів всі записи і несподівано поїхав, не залишивши їй нічого. Без цих записів вона не може завершити цю роботу, і тому хоче знайти Палія.
На Памірі йому відкриваються нові речі. Оповідач дізнається, що звідси в космос летять і повертаються ракети. Незабаром герої відправляються в космос, на Зірку Кец. Це другий штучний супутник Землі, на якому живуть і вивчають космос люди. Супутник, ракети і багато інших речей зроблені за проектами Ціолковського, і саме з цієї причини вони носять таку назву — ініціали вченого.
З Зірки Кец Артем'єв і ще кілька людей вирушають на Місяць, де роблять дивовижні відкриття. Вони летять на ракетній машині над зворотним боком супутника і виявляють величезну тріщину. Звідси вони роблять висновок, що Місяць тріскається і гине, внаслідок чого через кілька сотень років замість Місяця Земля матиме кільце, подібне до кілець Сатурна. Артем'єв знаходить на поверхні Місяця ознаки життя. Це зелені рослини (мохи, що плазують), які прилипають до каміння і беруть з них енергію. Він також бачить якусь істоту, схожу на камінь, яка мало описана в книзі. Під час перебування на Місяці Леонід знаходить кладовище невідомих тварин і невідомі науці рослини; також експедиція знайшла багато дорогоцінних каменів.
Після повернення Артем'єв переходить працювати в зоолабораторію, де він подружився з летючою собакою Джипсі. На другому супутнику вчені виростили величезні фрукти та овочі (розміром з людину), використовуючи перетворену сонячну енергію. Також тут є тварини — гібриди, у яких під дією космічних променів почалися мутації. Джипсі виявилася надзвичайно розумною собакою, розуміє людську мову. Леонід починає вчити Джипсі відповідати людям, хоча ці відповіді розуміє лише він. В процесі роботи Леонід зазначає, що у співробітника Крамера починає змінюватися характер, зокрема, бувають різкі перепади настрою і він підозрює інших людей в чомусь, що відомо тільки йому. Під час одного зі своїх візитів в лабораторію Крамер висловив бажання поспілкуватися з Вірою Зоріною наодинці, і Леонід залишає їх. Але поряд з ними залишається Джипсі, яка в перше відмовилася слухатися Леоніда і повідомила йому, що буде охороняти Зоріну. Через деякий час з лабораторії почувся шум і гавкіт Джипсі. Повернувшись туди, Леонід побачив, що Крамер душить Зоріну. Поки Леонід намагався врятувати співробітницю, Джипсі за командою підняв тривогу, натиснувши потрібну кнопку. Прибулі на місце події співробітники зв'язали Крамера і доставили його до лікаря. З'ясувалося, що Крамер захворів внаслідок тривалої дії космічного випромінювання.
Минуло 8 місяців після того, як Леонід покинув Землю. Зірка Кец готувалася до святкування річниці її створення. В урочистій доповіді директор підбив підсумки зоряного року, назвавши істинним героєм і завойовником зоряного простору Євгена Євгеньєва. При перших же словах його доповіді Антоніна зблідла, відповівши Леоніду, що це Палій, вона його впізнала за голосом. Після урочистої частини відбулася розмова Євгеньєва-Палія з Антоніною і Леонідом. Він пояснив, що під час одруження взяв прізвище дружини. Антоніна назвала Леоніда своїм нареченим. А Палій сказав, що всі записи залишалися у його сестри, яка живе поруч з Антоніною.
Роман завершується коротким описом подій через кілька років. Леонід і Антоніна стали чоловіком і дружиною, у них син-школяр. Леонід став професором, як і Антоніна. І ця книга з'явилася на світ тому, що Леоніду захотілося ще раз пережити всі пригоди, пов'язані з його незвичайним одруженням.

## Персонажі
- Леонід Васильович Артем'єв — біолог, від чиєї особи ведеться оповідь.
- Антоніна Іванівна Герасимова, Тоня — асистент на фізтеху, сусідка Артем'єва.
- Євген Палій-Євгеньєв — університетський товариш Тоні.

на Зорі Кец і сусідніх станціях:
- Крамер — лаборант-біолог.
- Анна Гнатівна Меллер — лікар на Зорі Кец.
- Ельза Нільсен — бібліотекар на Зорі Кец.
- Андрій Павлович Шликов — біолог.
- Федір Григорович Тюрін — астроном в Обсерваторії.
- Борис Михайлович Соколовський — геолог.
- Пархоменко — директор Зорі Кец.
- Андрій Павлович Кистенко — аеролог.
- Віра Зоріна, Фалєєв — біологи.